# Gonomyia gressitti
Gonomyia gressitti är en tvåvingeart som beskrevs av Alexander 1935. Gonomyia gressitti ingår i släktet Gonomyia och familjen småharkrankar.
Artens utbredningsområde är Taiwan. Inga underarter finns listade i Catalogue of Life.